# Crystal Castles (jeu vidéo)
Pour les articles homonymes, voir Crystal Castles, Crystal et Castles (homonymie).
Crystal Castles est un jeu vidéo d'arcade sorti en 1983 et porté sur plusieurs ordinateurs et consoles. Le joueur contrôle un ours nommé Bentley Bear qui collecte des gemmes situées à travers des châteaux forts vus en perspective axonométrique, tout en évitant les ennemis.

## Système de jeu
Des châteaux en trois dimensions sont posés sur une carte des niveaux. Ils sont agrémentés de chemins, de ponts, d'ascenseurs et de passages secrets. Le héros, Bentley Bear, conquiert chaque niveau en ramassant tous les joyaux aussi vite que possible. Il est confronté à des squelettes, des sorcières ou des arbres animés et un essaim d'abeilles se lance à sa poursuite s'il reste trop longtemps dans un château. La partie se termine si Bentley Bear perd toutes ses vies ou si le joueur réussit tous les niveaux.

## Portages
- Apple II
- Atari 2600
- Atari 8-bit
- Atari ST
- Commodore 64
- BBC / Acorn Electron
- ZX Spectrum
- Amstrad CPC par U.S. Gold (1986)[2] Le jeu comporte dix-huit tableaux[3].
- PC, PlayStation et Dreamcast
- Windows, Xbox, and PlayStation 2
- Xbox 360 and Windows
- IOS/Android

## Accueil
Le jeu est l'une des entrées de l'ouvrage Les 1001 jeux vidéo auxquels il faut avoir joué dans sa vie.

## Source de la traduction
- (en) Cet article est partiellement ou en totalité issu de l’article de Wikipédia en anglais intitulé « Crystal Castles (video game) » (voir la liste des auteurs).